# Zerconoidea
Zerconoidea Berlese, 1892 é uma superfamília de ácaros da ordem Mesostigmata que agrupa duas famílias.

## Taxonomia
A superfamília Zerconoidea inclui as seguintes famílias:
- Zerconidae
- Coprozerconidae